# المركز الاستشفائي الجامعي الحسن الثاني (فاس)
المركز الاستشفائي الجامعي الحسن الثاني هو مركز استشفائي جامعي يقع في مدينة فاس، تابع لوزارة الصحة، ويقع قرب كلية الطب والصيدلة.
يمتد هذا المركز على مساحة تقدر بـ 12 هكتار، وهو خاضع لوصاية وزارة الصحة المغربية. ويتكون من 5 مستشفيات وهي: مستشفى التخصصات، مستشفى الأم والطفل، مستشفى الأنكلوجيا، مستشفى عمر الإدريسي، مستشفى ابن الحسن.

## تاريخ
تم تدشين المركز الاستشفائي الجامعي الحسن الثاني (فاس) في 14 يناير 2009 من طرف الملك محمد السادس.

## الطاقة الاستعابية
- مستشفى التخصصات: 585 سرير.
- مستشفى الأم والطفل
- مستشفى الأنكلوجيا
- مستشفى عمر الإدريسي: 82 سرير.
- مستشفى ابن الحسن: 68 سرير.

## التخصصات
| المركز الاستشفائي الجامعي الحسن الثاني (فاس) | المركز الاستشفائي الجامعي الحسن الثاني (فاس) |
| المستشفى                                     | التخصصات |
| -------------------------------------------- | --- |
| مستشفى التخصصات                              | - الإنعاش متعدد الأغراض - طب الغدد الصماء والسكري - الروماتيزم - جراحة العظام والكسور - جراحة الصدر - جراحة القلب والأوعية الدموية - جراحة البطن - أمراض الجهاز الهضمي الكبدية - أمراض الرئة - أمراض القلب - الأشعة - الطب الباطني وأمراض الدم - أمراض الكلى - جراحة المسالك البولية - الأمراض الجلدية - طب الأعصاب - جراحة الأعصاب - طب العيون |
| مستشفى الأم والطفل                           | - حالات طوارئ الأطفال - طوارئ أمراض النساء والتوليد - أشعة الأم والطفل - جراحة الأطفال العامة - إنعاش الأم والطفل - حديثي الولادة وإنعاش حديثي الولادة |
| مستشفى الأنكلوجيا                            | - العلاج الإشعاعي - طب الأورام - الطب النووي |
| مستشفى عمر الإدريسي                          | - طب الأنف والأذن والحنجرة - طب العيون |
| مستشفى ابن الحسن                             | - الطب النفسي العام |